# 38e division d'infanterie (Empire allemand)
La 38e division d'infanterie est une unité de l'armée allemande engagée lors de la Première Guerre mondiale. Au déclenchement du conflit, elle forme avec la 22e division d'infanterie le 9e corps d'armée rattachée à la 3e armée allemande sur le front de l'Ouest. Après la capture de la ville de Namur, la division est transférée sur le front de l'Est et prend part aux batailles des lacs de Mazurie, de la Vistule et de Łódź. En 1915, elle participe à l'offensive de Gorlice-Tarnów puis en octobre la 38e division d'infanterie est envoyée sur le front de l'Ouest, occupant un secteur du front dans l'Oise.
En 1916, la 38e division est engagée dans les combats de la cote 304 au cours de la bataille de Verdun, puis à partir du mois d'octobre elle participe à la bataille de la Somme, puis occupe un secteur du front dans cette région. Au cours de l'année 1917, la division est transférée dans les Flandres et participe aux combats autour d'Arras et à la bataille de Passchendaele. En 1918, la division est engagée lors de la bataille de la Lys, puis participe aux combats défensifs de l'été et de l'automne. Après la signature de l'armistice, la division est rapatriée en Allemagne où elle est dissoute au cours de l'année 1919.

## Première Guerre mondiale

### Composition

#### Temps de paix, début 1914
- 76e brigade d'infanterie (Erfurt)

71e régiment d'infanterie (Erfurt), (Sondershausen)
95e régiment d'infanterie (de) (Gotha), (Cobourg), (Hildburghausen)
- 83e brigade d'infanterie (Erfurt)

94e régiment d'infanterie (Weimar), (Eisenach), (Iéna)
96e régiment d'infanterie (Gera), (Rudolstadt)
- 38e brigade de cavalerie (Erfurt)

2e régiment de chasseurs à cheval (Bad Langensalza)
6e régiment de chasseurs à cheval (de) (Erfurt)
- 38e brigade d'artillerie de campagne (Erfurt)

19e régiment d'artillerie de campagne
55e régiment d'artillerie de campagne

#### Composition à la mobilisation - 1915
- 76e brigade d'infanterie

71e régiment d'infanterie
95e régiment d'infanterie
- 83e brigade d'infanterie

94e régiment d'infanterie
96e régiment d'infanterie
- 38e brigade d'artillerie de campagne

19e régiment d'artillerie de campagne
55e régiment d'artillerie de campagne
- 3 escadrons du 6e régiment de cuirassiers
- 2e et 3e compagnie du 11e bataillon de pionniers

#### 1916
- 83e brigade d'infanterie

94e régiment d'infanterie
95e régiment d'infanterie
96e régiment d'infanterie
- 38e brigade d'artillerie de campagne

19e régiment d'artillerie de campagne
55e régiment d'artillerie de campagne
- 3 escadrons du 6e régiment de cuirassiers
- 3e compagnie du 11e bataillon de pionniers

#### 1917
- 83e brigade d'infanterie

94e régiment d'infanterie
95e régiment d'infanterie
96e régiment d'infanterie
- 28e commandement d'artillerie divisionnaire

19e régiment d'artillerie de campagne
- 3 escadrons du 6e régiment de cuirassiers
- 128e bataillon de pionniers

#### 1918
- 83e brigade d'infanterie

94e régiment d'infanterie
95e régiment d'infanterie
96e régiment d'infanterie
- 28e commandement d'artillerie divisionnaire

19e régiment d'artillerie de campagne
61e bataillon d'artillerie à pied (état-major, 1re, 2e et 3e batteries)
- 3 escadrons du 6e régiment de cuirassiers
- 135e bataillon de pionniers

### Historique
Au déclenchement du conflit, la 38e division d'infanterie forme avec la 22e division d'infanterie le XIe corps d'armée.

#### 1914
- 2 - 20 août : concentration de la division le long de la frontière avec la Belgique et le Luxembourg.
- 20 - 24 août : engagée dans le siège de Namur.
- 25 août - 6 septembre : retrait de la ligne allemande, transport par V.F. sur le front de l'Est.
- 7 - 15 septembre : engagée dans la première bataille des lacs de Mazurie.
- 16 - 29 septembre : mouvement de rocade, déplacement vers le Sud de la Prusse orientale.
- 29 septembre - 31 octobre : engagée dans la bataille de la Vistule.

5 - 6 octobre : combats autour d'Opatów et de Radom.
9 - 20 octobre : combats vers Iwangorod.
22 - 28 octobre : combats le long de la Rawka.
- 1er - 11 novembre : occupation d'un secteur autour de Kutno.
- 11 novembre - 6 décembre : engagée dans la bataille de Łódź.

30 novembre - 4 décembre : combats autour de Łask et de Pabianice.
- 18 décembre 1914 - 3 juillet 1915 : occupation d'un secteur le long de la Rawka et de la Bzoura.

en mai, le 71e régiment d'infanterie est transféré à la 103e division d'infanterie nouvellement créée.

#### 1915
- 3 juillet - 18 septembre : engagée dans l'offensive de Gorlice-Tarnów.

13 - 17 juillet : combat et percée du front autour de Przasnysz.
18 - 22 juillet : poursuite des troupes russes vers le Narew.
23 juillet - 3 août : combats le long du Narew.
4 - 7 août : combat le long de l'Orz.
8 - 10 août : combat en direction d'Ostrov.
11 - 12 août : combats autour de Tschishew-Sambrow.
13 - 18 août : combats le long du Narew et du Nurzec.
19 - 25 août : combats autour de Bielsk.
26 août - 5 septembre : combat le long du Swislocz et autour de Naumka-Werecia.
6 - 7 septembre : combat autour de Wolkowyszk.
8 - 15 septembre : combats le long du Niémen et de la Bérézina (de).
16 - 18 septembre : combats autour de Szczara et de Jelnia, progression vers les marais lituaniens.
- 19 septembre - 5 octobre : retrait du front, à partir du 25 septembre transfert par V.F. vers le front de l'Ouest par Lyck, Graudenz, Berlin, Hanovre, Minden, Cologne, Aix-la-Chapelle, Liège, Namur, Douai[2].
- 6 octobre 1915 - 10 mai 1916 : occupation d'un secteur du front dans la région de Tracy-le-Val ; durant cette période la division n'effectue que des actions locales sans pertes majeures.

#### 1916
- 11 - 13 mai : retrait du front, transport de Tergnier vers le front de Verdun.
- 14 mai - 10 octobre : engagée dans la bataille de Verdun dans le secteur de la cote 304[n 1].
- 11 octobre - 13 novembre : retrait du front, mouvement par V.F. vers la Somme. À partir du 18 octobre, engagée dans la Bataille de la Somme, dans le secteur de Thiepval et de Grandcourt et subit des pertes lourdes durant cette période.
- 14 novembre - 18 décembre : retrait du front, mouvement par V.F. vers la région côtière des Flandres entre Ostende et la frontière hollandaise.
- 18 décembre 1916 - 15 mars 1917 : mouvement vers le front de la Somme, occupation d'un secteur au Nord de Courcelette.

17 janvier - 8 mars : occupation d'un secteur dans la région de Puisieux et d'Hébuterne sans pertes importantes.

#### 1917
- 15 mars - 30 avril : relève de la 4e division de la Garde vers Beugny et Bertincourt, engagée dans l'opération Alberich en réalisant une retraite programmée par Beaumetz-lès-Cambrai et Doignies[3]. La division occupe ensuite un secteur du front entre Demicourt et Boursies.
- 1er - 15 mai : retrait du front, repos dans la région de Cambrai et de Douai.
- 15 - 31 mai : engagée dans la bataille d'Arras dans un secteur au Nord de la Scarpe, attaque le 16 mai sur Rœux.
- 1er - 8 juin : repos dans la région de Douai.
- 8 juin - 1er août : envoyée en renfort dans la région de Geluwe, puis renforce le front devant Messines.

27 juillet - 1er août : la division est en ligne à l'Est d'Ypres, engagée dans la bataille de Passchendaele fortes pertes liées au bombardement d'artillerie britannique.
- 1er août - 2 septembre : retrait du front, repos et réorganisation dans la région de Anvers, mise en réserve de l'OHL.
- 2 septembre - 2 novembre : en ligne, occupation d'un secteur du front dans la région de Monchy-le-Preux, la division souffre des tirs de l'artillerie britannique.
- 2 - 19 novembre : retrait du front, repos dans la région de Douai.
- 19 novembre 1917 - 5 avril 1918 : engagée à nouveau dans la bataille de Passchendaele.

19 - 25 novembre : combats dans le secteur de Staden au Nord d'Ypres.
25 novembre - 19 décembre : mouvement de rocade, occupation d'un secteur au nord de Passchendaele, le 3 décembre une attaque britannique lui inflige des pertes sensibles.

#### 1918
- 5 - 15 avril : relevée par la 58e division d'infanterie, repos dans la région de Lille[3].
- 15 avril - 8 mai : en seconde ligne, la division est engagée dans la bataille de la Lys dans le secteur d'Armentières.
- 8 - 21 mai : retrait du front et repos dans la région de Provin.
- 21 mai - 5 juillet : en ligne, occupation d'un secteur du front dans la région de Givenchy-en-Gohelle, relevée par la 1re division de réserve de la Garde[4].
- 6 juillet - 6 août : repos dans la région de Lille.
- 7 août - 22 septembre : transport par V.F. dans la région de Cambrai, puis par camions pour entrer en ligne dans la région de Lihons ; combats défensifs devant la pression des troupes alliées.

7 - 20 août : combats dans le secteur Sud de Chaulnes.
22 août : combats vers Saint-Christ-Briost.
8 - 22 septembre : repli en direction de Péronne puis Le Catelet pour atteindre Hargicourt.
- 23 septembre - 1re octobre : retrait du front, repos.
- 2 - 16 octobre : en ligne dans le secteur de Rumilly-en-Cambrésis[n 2].
- 16 - 29 octobre : retrait du front, repos dans la région de Cambrai.
- 29 octobre - 11 novembre : en ligne au Nord-Est de Roubaix, la division est identifiée à Renaix le 8 novembre[4]. Après la signature de l'armistice, la division est transférée en Allemagne où elle est dissoute au cours de l'année 1919.

## Chefs de corps
| Grade           | Nom                                    | Date                              |
| --------------- | -------------------------------------- | --------------------------------- |
| Generalleutnant | Julius Heinrich von Gemmingen-Steinegg | 1er avril 1899- 8 juillet 1900    |
| Generalleutnant | Arnold von Behm                        | 9 juillet 1900 - 17 avril 1903    |
| Generalleutnant | Georg von Kleist                       | 18 avril 1903 - 23 janvier 1907   |
| Generalleutnant | Kurt von Manteuffel (de)               | 24 janvier 1907 - 6 juillet 1909  |
| Generalleutnant | Alfred von Stubberg                    | 7 juillet 1909 - 20 avril 1911    |
| Generalleutnant | Hermann von Rampacher                  | 21 avril 1911 - 20 janvier 1913   |
| Generalleutnant | Ernst Wagner                           | 27 janvier 1913 - 26 octobre 1914 |
| Generalleutnant | Adolf von der Esch                     | 27 octobre 1914 - 30 mai 1915     |
| Generalmajor    | Hermann Schultheis                     | 1er juin 1915 - 27 décembre 1918  |
| Generalleutnant | Traugott von Sauberzweig               | 28 décembre 1918 - 5 juillet 1919 |